# العالم السفلي اليوناني

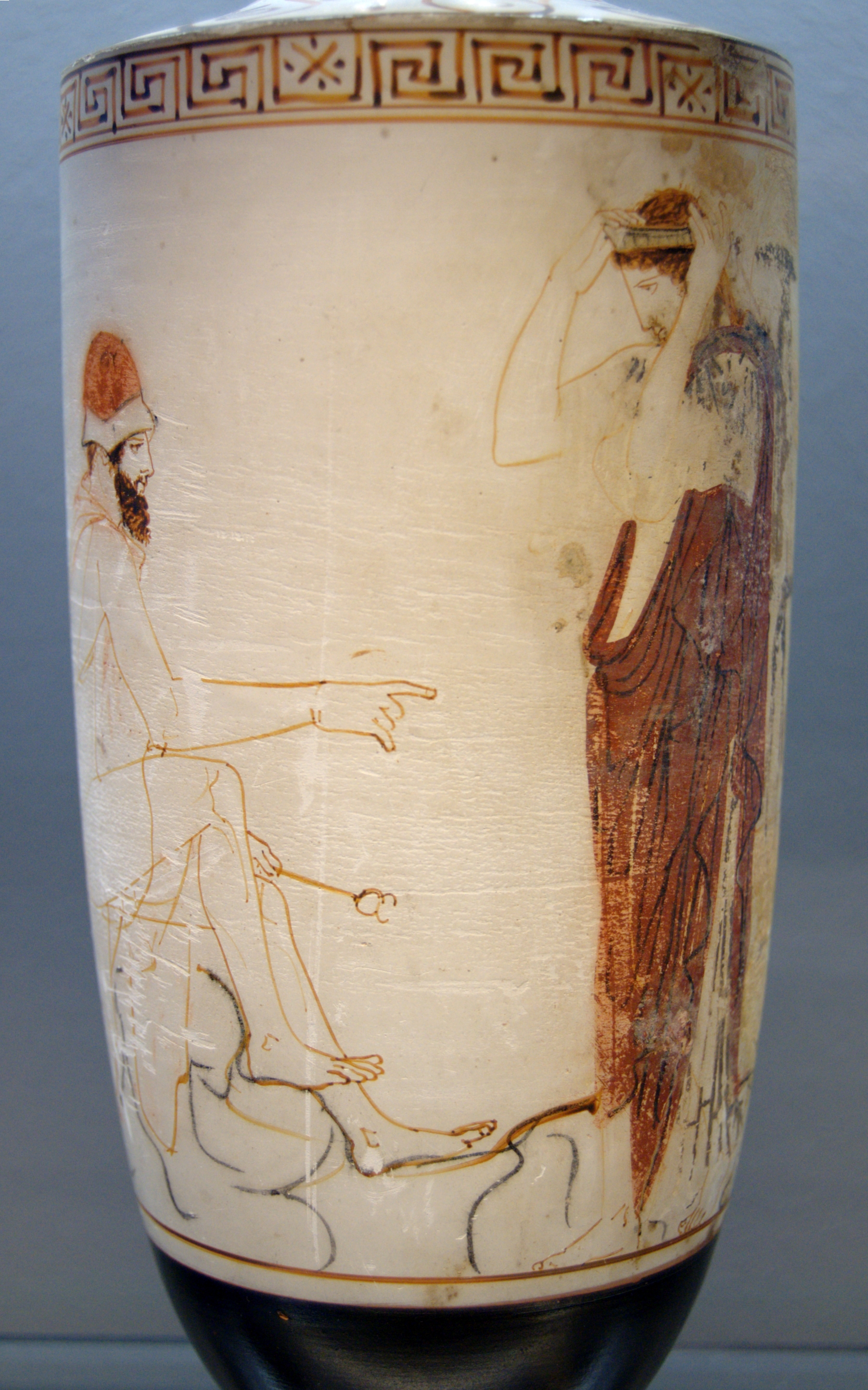
هيرميز، يجلس Psykhopompos على صخرة، ويستعد لقيادة روح ميتة للعالم السفلي. ليكثوس من أتيكا ذا خلفية بيضاء، 450 قبل الميلاد، ستاتليخ أنتيكينسامملونجن.

في الميثولوجيا، العالم السفلي اليوناني هو عالم آخر حيث تذهب إليه النفس بعد الوفاة. الفكرة اليونانية الأصلية عن الآخرة هي أنه في لحظة الموت، يتم فصل الروح عن الجثة، وتأخذ شكل الشخص السابق، ويتم نقلها إلى مدخل العالم السفلي. العالم السفلي نفسه - المعروف أحيانًا باسم هاديس، سميت بسبب إلهه الراعي - يوصف بأنه إما على الحدود الخارجية للمحيط أو تحت أعماق الأرض أو نهايتها. يعتبر النظير المظلم بالنسبة لسطوع جبل أوليمبوس مع مملكة الموتى المقابلة لمملكة الآلهة. الجحيم هو عالم غير مرئي للحياة، مصنوع فقط للموتى.